# Cementerio de barcos en Ekenabben
El cementerio de barcos de Ekenabben está situado en el estrecho de Djupasund entre las islas de Sturkö y Tjurkö, en el archipiélago de la Provincia de Blekinge en el sur de Suecia. El cementerio consiste en seis naufragios construidos entre 1550 y 1650 que la marina de Suecia hundió a propósito a finales del siglo XVIII y principios del siglo XIX para crear una barrera submarina e impedir la entrada del enemigo en Karlskrona, Suecia. 

## Historia
Tras la derrota de Suecia en la guerra Franco-Sueca en 1805-1807, el país se vio obligado a entrar en el denominado Bloqueo Continental, que fue un bloqueo comercial de Francia contra el Reino Unido. Sin embargo, en esa época el Reino Unido era el principal socio comercial de Suecia, y Suecia era reacia a implementar el bloqueo comercial. En 1810, Francia dio a Suecia un ultimátum que obligó a Suecia a declarar una guerra contra el Reino Unido. 
Ese mismo año, se informó a Suecia de que la Marina Real británica estaba a punto de confiscar o destruir la flota sueca. Por ello, Suecia decidió hundir deliberadamente varios buques de la flota sueca en el estrecho de Djupasund para establecer una barrera submarina en la entrada de Karlskrona, la base principal de la flota sueca. Estos buques forman actualmente el cementerio.

## Cartografía de los naufragios
Desde la fundación de Karlskrona en 1680, se han hundido deliberadamente alrededor de 60 barcos en varios lugares del archipiélago. Entre 2020 y 2022, se cartografiaron e identificaron seis naufragios como parte de un proyecto público. El proyecto se puso en marcha para sensibilizar sobre la ciudad naval de Karlskrona, declarada Patrimonio Mundial de la Unesco en 1998, así como para crear un parque de buceo y reforzar el turismo en la región. 

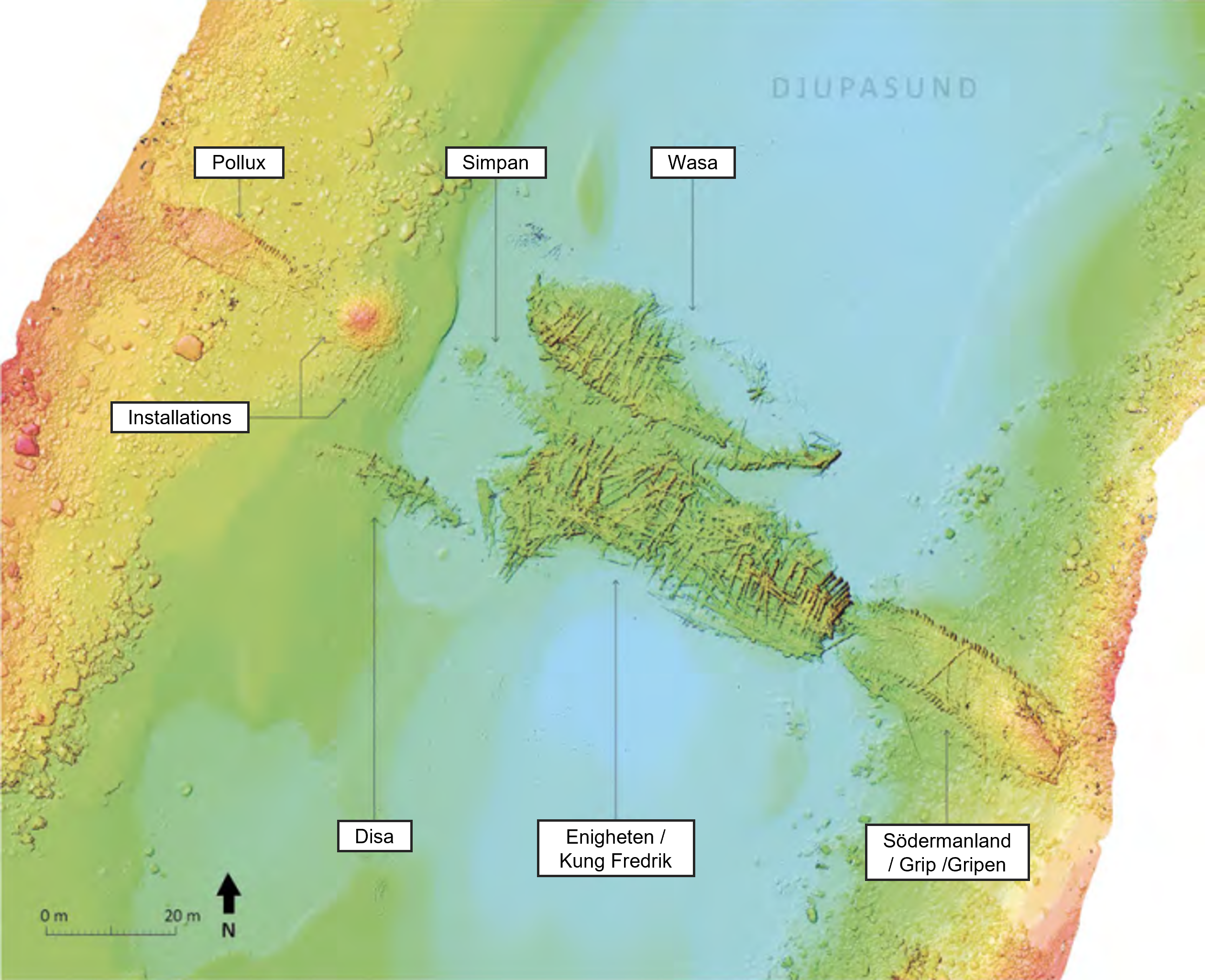
Cartografía de los naufragios en el cementerio de barcos de Ekenabben

### Navío de líneaSödermanland/Grip/gripen
El Navío de línea Södermanland se construyó en Estocolmo en 1749. El navío tenía más de 42 metros de longitud y 11,3 metros de ancho, y el armamento consistía en 50-54 cañones. En 1777 se quitó el piso superior, por lo que Södermanland se convirtió a una fregata y pasó a denominarse Grip o Gripen. En aquel momento tenía unos 44 cañones. En 1810 el buque fue hundido en el estrecho de Djupasund.

### Navío de líneaEnigheten/Rey Fredrik
El navío de línea ‘La unidad’ tenía 94 cañones y fue construido en 1696 por Charles Sheldon en Karlskrona, Suecia. Después de varias reconstrucciones en 1730, el navío fue rebautizado como Rey Fredrik en 1732. El navío participó en batallas navales contra Dinamarca en 1700 y en las batallas en la bahía de Köge en 1710 y en el lago de Rügen en 1715. En 1768 fue transformado en un buque de dos pisos. El buque fue finalmente hundido por Suecia en el estrecho de Djupasund en 1785. 

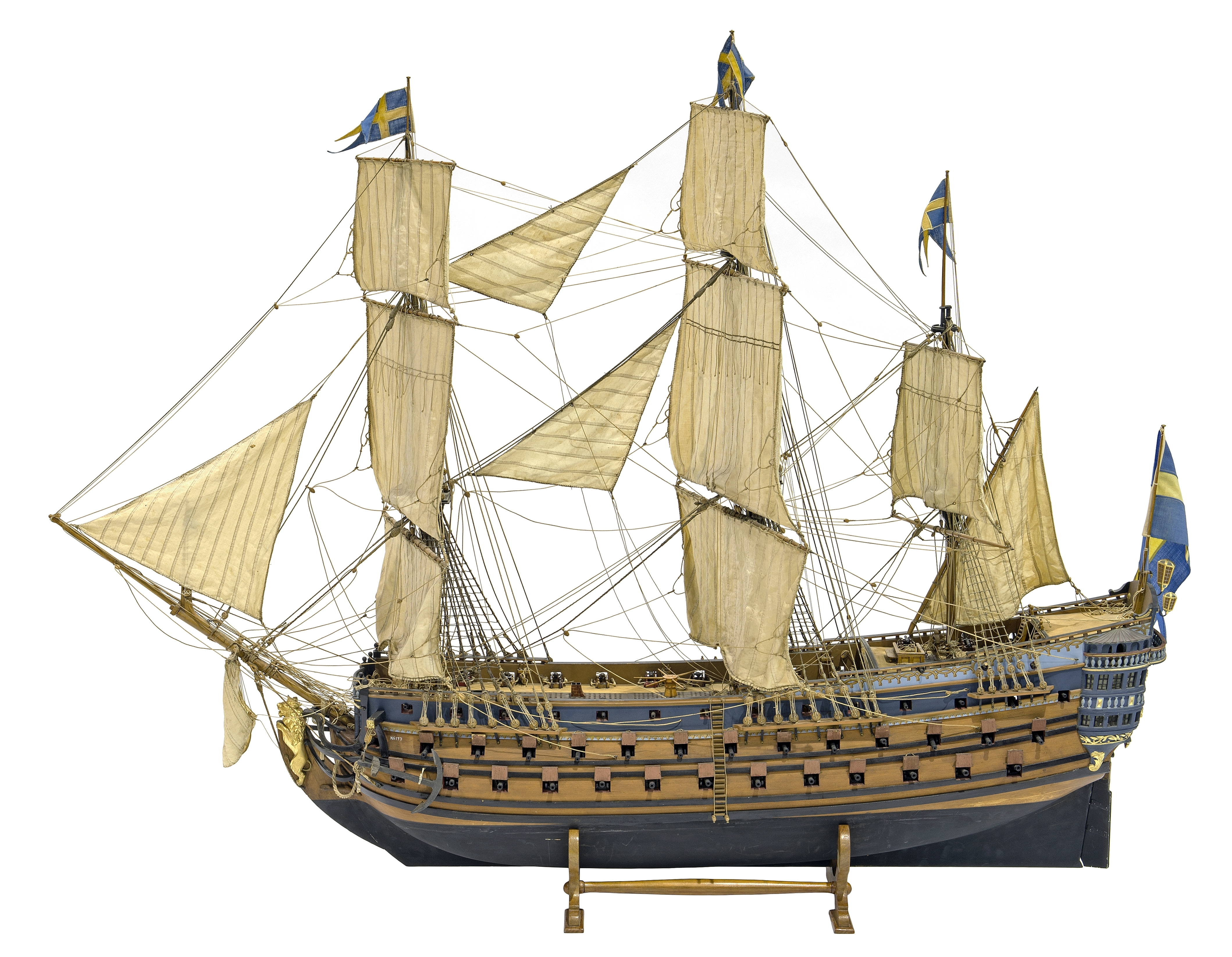
Modelo del navío de línea Enigheten/Rey Fredrik

### Navío de líneaWasa
Wasa era un navío de línea en la flota sueca construido en Karlskrona en 1778. Wasa participó en batallas marítimas en 1788-1790 durante la Guerra ruso-sueca (1788-1790). El navío fue vendido a la Compañía Sueca de las Indias Orientales, que lo utilizó para la travesía a Cantón en 1803-1805, y fue después comprado de nuevo por la Armada de Suecia en 1808. Wasa fue hundido en el estrecho de Djupasund en 1836. 

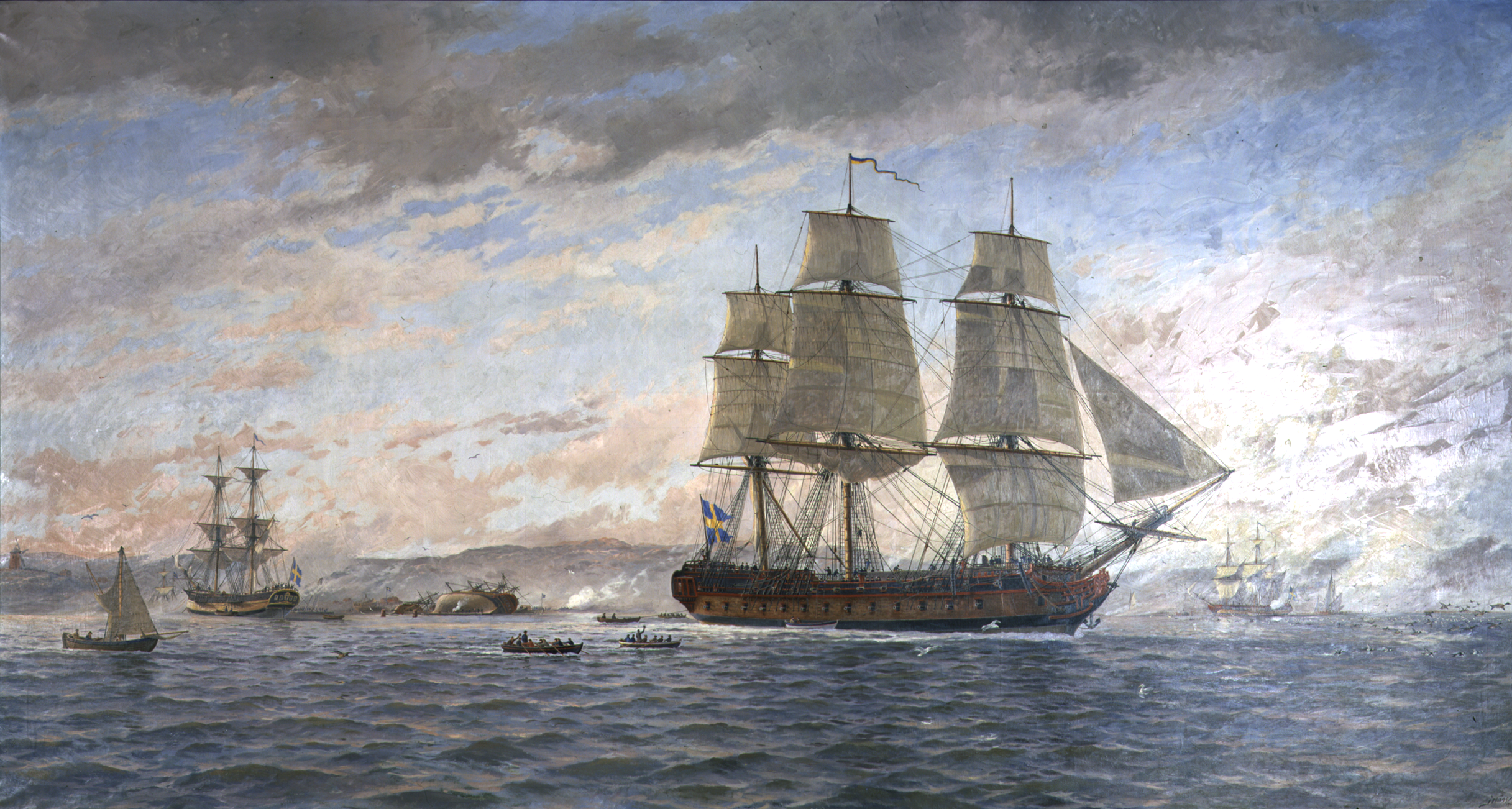
Pintura del navío de línea Wasa durante su estancia en la Compañía Sueca de las Indias Orientales

### Fragata archipiélagoDisa
La fragata archipiélago Disa era una fragata más pequeña, destinada a ser utilizada en archipiélagos. Disa tenía 23,75 metros de largo y 5,5 metros de ancho. La fragata tenía 18 cañones y la tripulación llegó a ser de 105 hombres.

### YateSimpan
No hay datos conocidos sobre cuándo o dónde se construyó Simpan ni sobre su historia. 

### BergantínPóllux
El bergantín Pollux se construyó en Karlskrona y fue un buque de dos mastes. Tenía 28,5 metros de largo y 7,1 metros de ancho, con 18 cañones ligeros. Pollux fue hundido en el estrecho de Djupasund en 1785. 

## Buceo deportivo
Varios de los naufragios son lugares atractivos de buceo,y la mayoría de ellos son relativamente fácil de acceder desde el puerto de Ekenabben.  El cementerio se encuentra a una profundidad aproximada de 12 metros en un fondo de arena y piedra. En algunos de los naufragios, la madera de roble se levanta varios metros desde el fondo. Los naufragios se encuentran en dirección este-oeste y se extienden por el estrecho de Djupasund. Dado que se trata de una vía navegable en las proximidades de un puerto pesquero activo, deben utilizarse banderas de bueco y es recomendabe utilizar un barco que acompañe a los buceadores. En el puerto de Ekenabben hay una exposición con paneles informativos sobre el cementerio y los seis naufragios.